# Кеті О'Браян
Кеті М. О'Браян (англ. Katy M. O'Brian; нар. 12 лютого 1989) — американська акторка, майстер бойових мистецтв. Вона найбільш відома за ролями імперського офіцера зв'язку Елії Кейн у другому та третьому сезонах Мандалорця, Джордж в зомбі-шоу Syfy Нація Z, майора Сари Ґрей у супергеройському серіалі CW Чорна блискавка, Дженторри в «Людина-мураха та Оса: Квантоманія» та Кімбол в «Агентах ЩИТА».

## Раннє життя
О'Браян народилася 12 лютого 1989 року в Індіанаполісі, штат Індіана, і має трьох старших братів. Вона почала вивчати бойові мистецтва в п'ять років, а в дев'ять років здобула коричневий пояс з шорей годзю рю карате. В юні роки брала участь у численних спортивних програмах, а також у музичних програмах як перкусіоністка.
Вона навчалася в Університеті Індіани в Блумінгтоні за спеціальністю психологія та німецька філологія. В університеті вона отримала свій чорний пояс з хапкідо через Федерацію хапкідо США.
Після закінчення школи вона сім років працювала поліцейським у відділенні поліції Кармела в Кармелі, штат Індіана, Вона отримала сертифікат особистого тренера та почала брати участь у змаганнях з культуризму та почала тренуватися в Академії акторів Інді. Її часто помилково приймають за походженням з азійських або тихоокеанських островів, але насправді вона афроамериканського та ірландського походження.
У 2016 році О'Браян переїхала до Лос-Анджелеса, щоб продовжити кар'єру в кіно і на телебаченні. Чекаючи на роль, вона працювала за програмою бойових мистецтв Каліфорнійського університету в Лос-Анджелесі (UCLA), допомагаючи з уроками самозахисту, викладаючи програму хапкідо. Завдяки програмам Каліфорнійського університету в Лос-Анджелесі вивчала муай-тай і бразильське джіу-джитсу.

## Кар'єра
Першою телевізійною роллю О'Браян була роль Кеті в серіалі AMC «Ходячі мерці» за якою швидко послідували ролі в серіалі «Зупинись і гори», «Тош». О і «Як уникнути покарання за вбивство».
У 2018 році О'Браян отримала свою першу регулярну роль у комедійному бойовику Нація Z, де вона зіграла Джордж. У 2019 році вона з'явилася в серіалі CW «Чорна блискавка» в ролі антагоніста ASA, майора Сари Грей. Вона з'явилася в 3 сезоні серіалу HBO «Край Дикий Захід».
У 2020 році О'Браян була обрана на роль Елії Кейн, ключового повторюваного персонажа у 2 і 3 сезонах серіалу «Зоряні війни» Мандалорець.
Вона була представлена у кіновсесвіті Marvel: у 2020 році як Кімбол у фільмі «Агенти ЩИТА»; і в 2023 році в головній ролі Дженторри, лідера борців за свободу в квантовому царстві в «Людина-мураха і Оса: Квантоманія». Вона одна з небагатьох акторів, які знялися як у франшизах «Зоряних воєн», так і в Marvel.

## Особисте життя
Незабаром після переїзду до Лос-Анджелеса в 2016 році О'Браян познайомилася зі своєю партнеркою Кайлі Чі на зйомках студентського кінопроекту. Пара живе разом у Лос-Анджелесі та одружилася в липні 2020 року

## Фільмографія

### Кінофільми
| Рік  | Назва                              | Роль         | Примітки        |
| ---- | ---------------------------------- | ------------ | --------------- |
| 2021 | Донечка                            | телеведуча   |                 |
| 2023 | Людина-мураха і Оса: Квантоманія   | Дженторра    |                 |
| 2024 | Любов, брехня та кровопролиття     | Джекі        |                 |
| 2024 | Смерчі                             | Денні        |                 |
| 2025 | Місія неможлива: Фінальна розплата | Кодьяк       |                 |
| 2025 | Людина, що біжить                  | учасниця шоу | Поствиробництво |

### Телебачення
| Рік         | Назва                             | Роль                        | Примітки                                        |
| ----------- | --------------------------------- | --------------------------- | ----------------------------------------------- |
| 2017        | Tosh.0                            | софтболістка                | Епізод: «UCF Baseball Player»                   |
| 2017        | Зупинись і гори                   | бармен                      | Епізод: «Search»                                |
| 2017 — 2018 | Ходячі мерці                      | Кеті                        | 2 епізоди                                       |
| 2018        | Як уникнути покарання за вбивство | касир                       | Епізод: «Ask Him About Stella»                  |
| 2018        | Нація Z                           | Джорджія «Джордж» Сент-Клер | 13 епізодів (5 сезон)                           |
| 2019 — 2020 | Чорна блискавка                   | майор Сара Грей             | 11 епізодів (3 сезон)                           |
| 2020        | Агенти Щ.И.Т.                     | Кімбол                      | 3 епізоди (7 сезон)                             |
| 2020        | Край «Дикий Захід»                | EMT                         | Епізод: «The Absence of Field»                  |
| 2020 — 2023 | Мандалорець                       | Еліа Кейн                   | 7 епізодів (сезони 2–3)                         |
| 2021        | Магнум П. І.                      | Кай Даррелл                 | Епізод: «First the Beatdown, Then the Blowback» |
| 2021        | Новачок                           | Кеті Барнс                  | Епізод: «New Blood»                             |

### Короткометражні фільми
| Рік  | Назва                  | Роль                    |
| ---- | ---------------------- | ----------------------- |
| 2015 | Submerge: Ni're Reborn | Е'лан                   |
| 2015 | Finders Keepers        | дівчина                 |
| 2015 | Remedy of a Killer     | Ненсі                   |
| 2016 | Rain                   | Репортер теленовин      |
| 2016 | Richard Watson Files   | Емма Сіммс              |
| 2019 | The Divisible          | Кіра                    |
| 2020 | Sidewinder             | заступник шерифа Гарріс |